# Viktor Balck

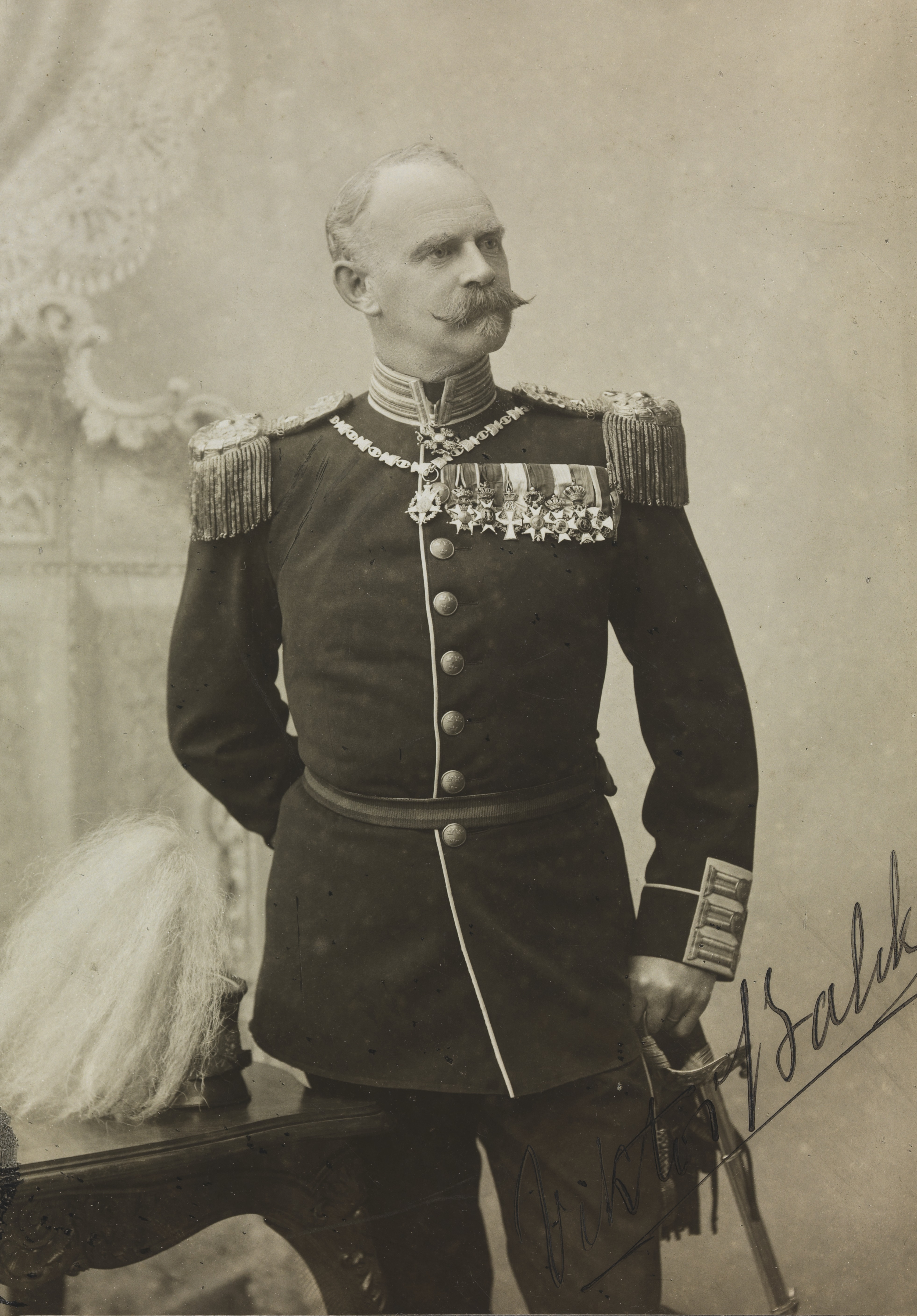
Balck i uniform.

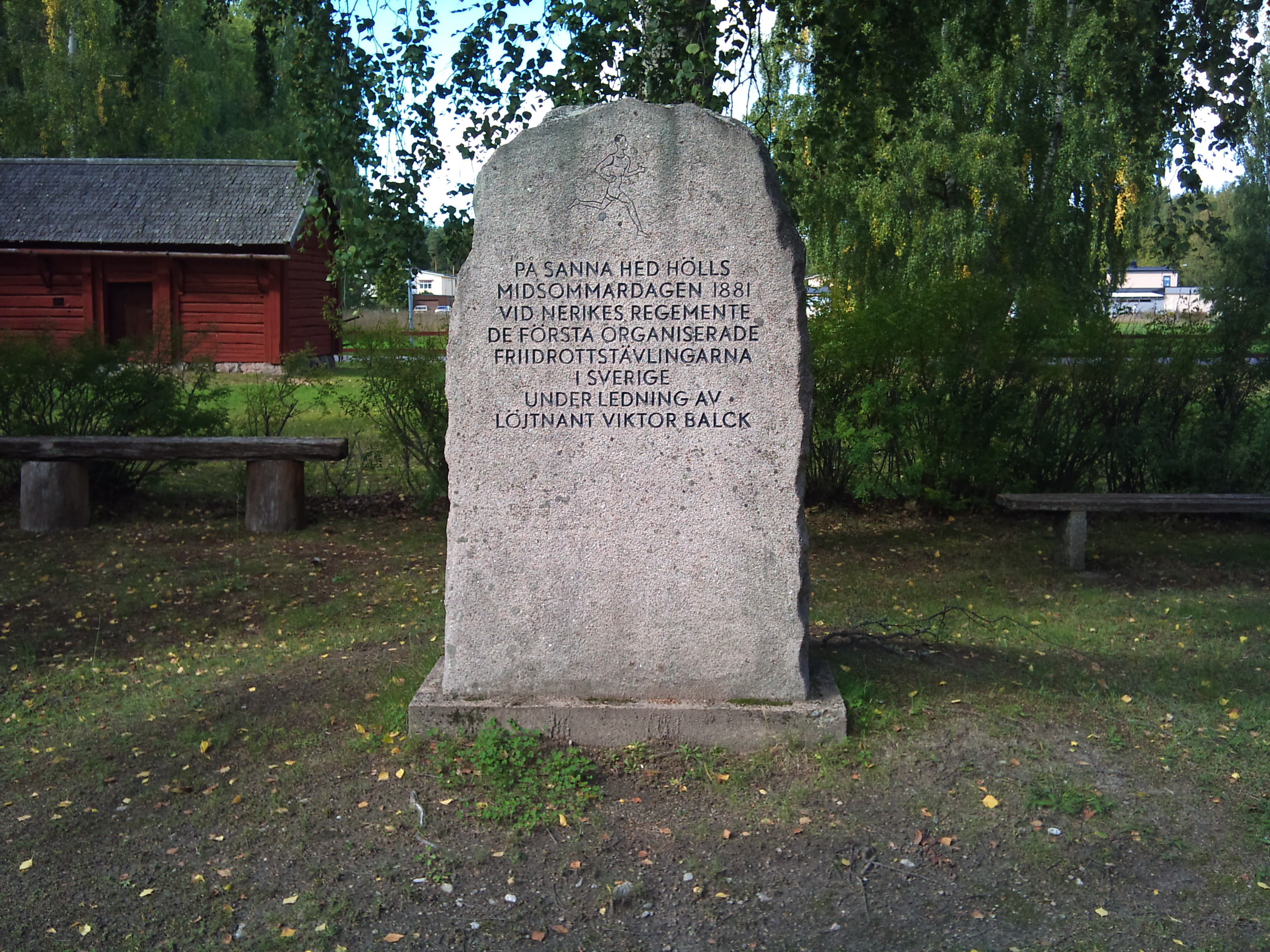
Minnessten vid Sannahed över de första organiserade friidrottstävlingarna i Sverige år 1881, arrangerade av Viktor Balck.

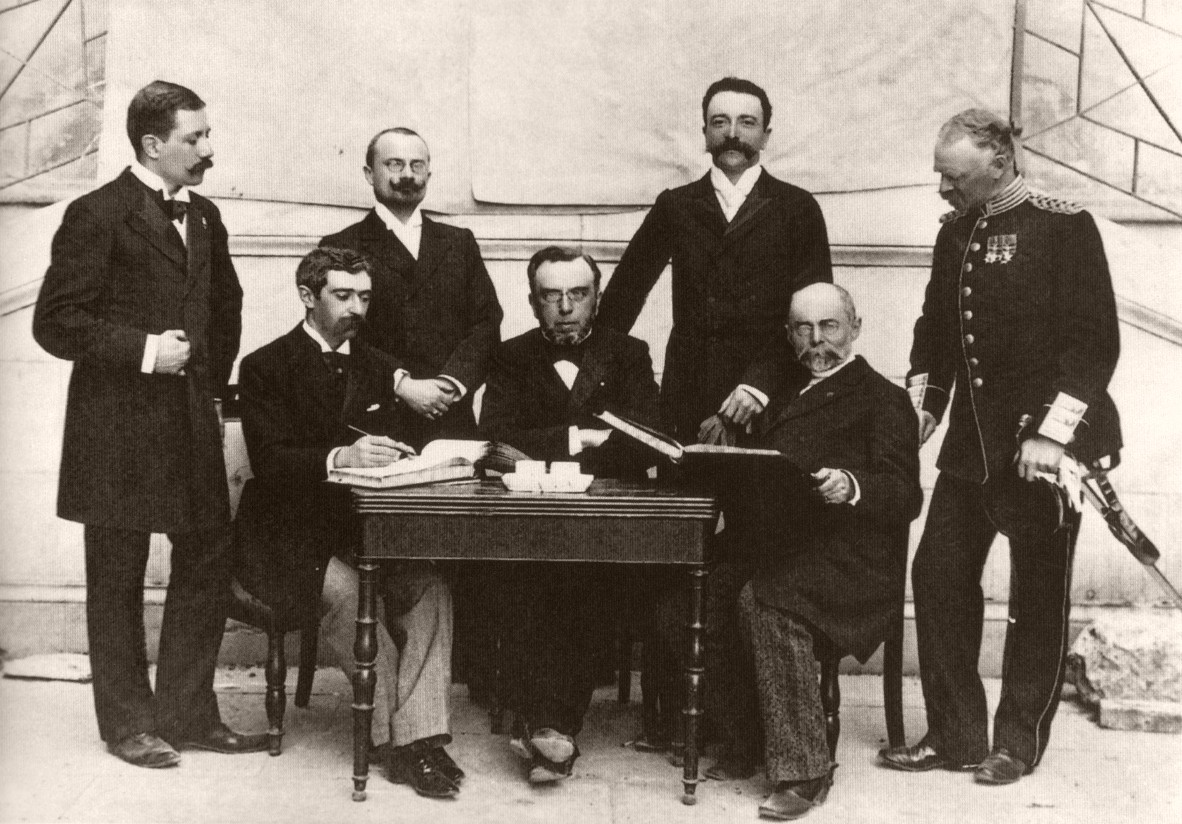
Som en av de ursprungliga IOK-medlemmarna.

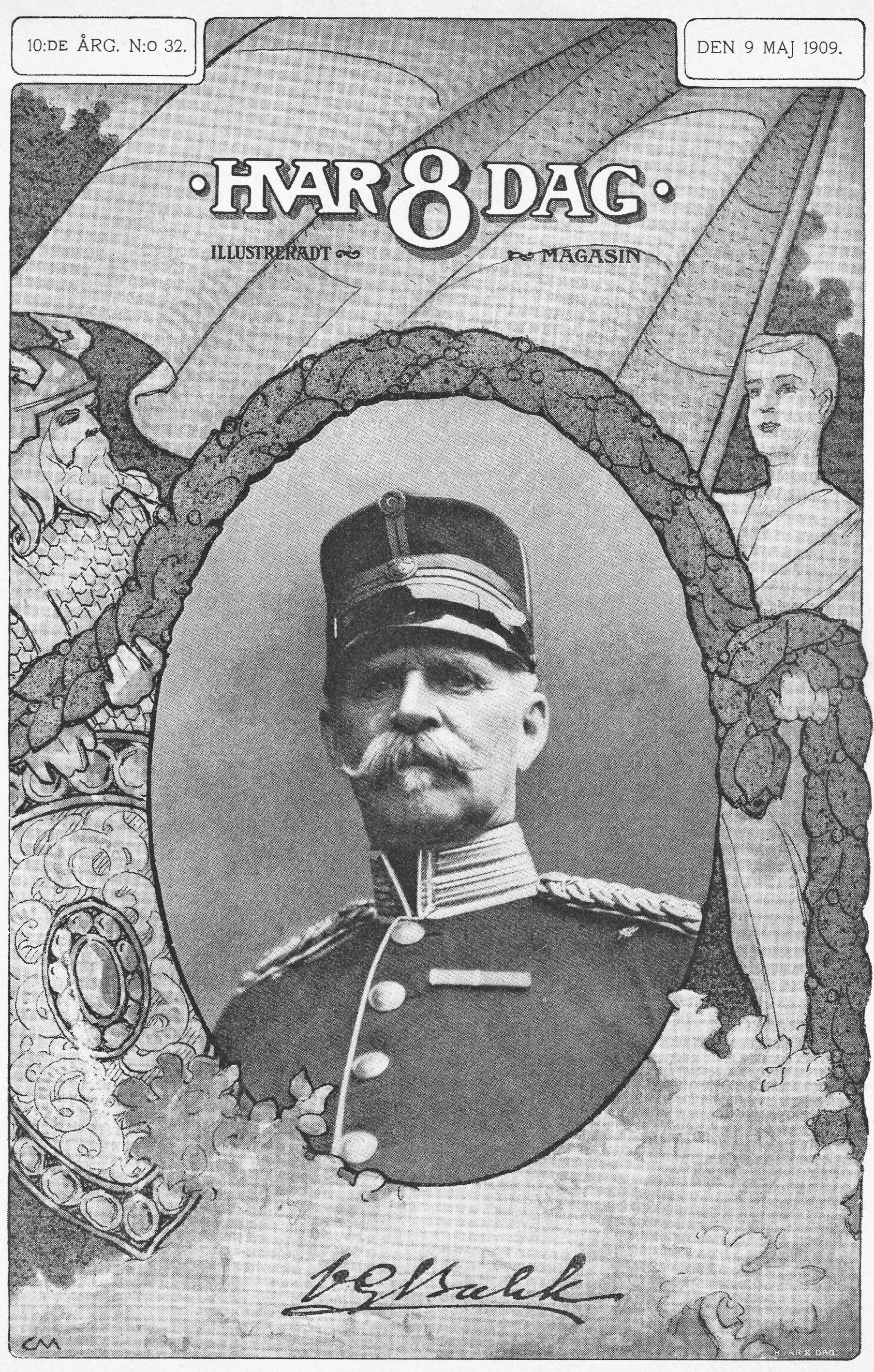
Viktor Balck på omslaget till Hvar 8 Dag 1909.

Viktor Gustaf Balck, född 25 april 1844 i Karlskrona, död 31 maj 1928 i Stockholm av lunginflammation, var en svensk militär, idrottsledare, gymnast och bakgrundsfigur till modern svensk idrott. Han kallas ibland för "den svenska idrottens fader", och var ledamot i den första Internationella Olympiska Kommittén.

## Militär karriär
Balck var i sin ungdom sjöman på handelsfartyg 1856–1858 och på örlogsfartyg 1859–1860, och antogs 1861 som kadett vid Krigsakademien på Karlberg i syfte att bli sjöofficer. Efter en tid på Karlberg bytte Balck dock till arméofficersbanan. Under tiden på Karlberg ägnade han sig åt fäktning och gymnastik, och var fyra år "gymnastikprimarie" (ungefär gymnastikinstruktör) på Karlberg.
Victor Balck tog officersexamen 1866, blev samma år underlöjtnant vid Närkes regemente, löjtnant 1872 där och 1883 kapten där. Hela hans militära karriär kom dock att ägnas åt idrottsrelaterad verksamhet. Åren 1868–1870 var han biträdande lärare vid Karlberg parallellt med verksamhet vid Gymnastiska centralinstitutet (GCI) och 1870–1872 gymnastiklärare vid Arméns rid- och körskola på Strömsholms slott.
År 1885 blev han lärare i militärgymnastik och fäktning vid GCI och 1887 överlärare i samma ämne. Under sin verksamma tid vid GCI befordrades han till major i armén 1894, till överstelöjtnant 1900 och till överste 1904. År 1909 övergick han till att vara överste i 4. arméfördelningens reserv, och 1914 erhöll han  hedersbefordran till generalmajor.

## Karriär som pedagog och idrottsledare
Efter sin officersutbildning vid Karlberg studerade Balck vid Gymnastiska Centralinstitutet (GCI), föregångaren till Gymnastik- och idrottshögskolan, åren 1866–1868, där han genomgick fullständig pedagogisk, militär och medicinsk kurs. Han var biträdande extra lärare vid GCI 1868–1870 och allt sedan 1872 hade han sin huvudsakliga verksamhet vid GCI. Parallellt med verksamheten vid GCI var han även gymnastiklärare vid flera olika läroverk i Stockholm och under en tid verksam inom sjukgymnastik. Han var överlärare vid GCI 1887-1909 och GCI:s föreståndare 1907–1909.
Under sina yngre år som officer och gymnastiklärare noterade Balck att den frivilliga gymnastik- och idrottsverksamheten i Sverige, den som bedrevs utanför försvaret och skolorna, var av mindre omfattning än i många andra länder vid denna tid. I syfte att sprida och utöka denna verksamhet kom Balck därför att engagera sig i skapandet av flera idrottsföreningar och tidskrifter inom området från 1870-talet och framåt. Han deltog i bildandet av Stockholms gymnastikförening mars 1875 och Stockholms gymnastik- och fäktklubb februari 1878, och förblev bådas ordförande i flera decennier, och var även delaktig som grundare och ledare i ett flertal andra föreningar samt i den frivilliga skytterörelsen. Han var en av initiativtagarna till att Stockholms Roddförening grundades 8 april 1880. Det var under denna tid som idrottsrörelsen i Sverige skapades, fick form och växte i omfång, och Balck var en av dess förgrundsfigurer. År 1891 var han med om att stifta Svenska Gymnastikförbundet.
Victor Balck utgav Illustrerad idrottsbok (3 delar, 1886–1888) med illustrationer av bland andra Carl Larsson och Bruno Liljefors. Inbundet hos Fritzes Hovbokhandel i bruna gulddekorerade läderband är det idag ett samlarobjekt.
Balck konstruerade den så kallade balckskridskon. Han blev också vald till ordförande i Internationella Skridskoförbundet. Han utsågs 1913 till kommendör av den brittiska Order of St Michael and St George, dock som hedersledamot eftersom han inte var brittisk undersåte.

### Engagemang i den olympiska rörelsen
Balck hade varit en tongivande drivkraft bakom Nordiska spelen som hade arrangerats från 1901. Han var en av de ursprungliga medlemmarna i Internationella Olympiska Kommittén och var medlem fram till 1921. Han var mycket aktiv i arbetet med Olympiska sommarspelen 1912 i Stockholm, och hade redan 1894 föreslagit att OS skulle arrangeras i Stockholm. Den officiella ansökan kom dock först 1908. Han var en av två vice ordförande i Sveriges Olympiska Kommitté från 1913 till sin död 1928.
I Statens porträttsamling på Gripsholms slott återfinns en karikatyr i tusch föreställande Viktor Balck utförd av Eigil Schwab.

## Familj
Viktor Balck var son till handlanden Anders Gustaf Balck (1806–1889) och Carolina Catharina, född Hagström (1807–1892).
Han gifte sig 24 februari 1883 med Anna Forsberg (1859–1935), dotter till krigsrådet Carl Ludvig Forsberg (1820–1901) och Anna Katarina Kockum (1827–1906). Med henne fick han barnen Sigrid (född 1884), Gunhild (född 1889) och Erik (född 1893).
Makarna Balck är begravda på Norra begravningsplatsen utanför Stockholm bakom Andréemonumentet.

## Utmärkelser

### Svenska utmärkelser
- Riddare av Svärdsorden, 1890.[10]
- Kommendör av första klassen av Vasaorden, 1 juni 1912.[11]
- Kommendör av anda klassen av Vasaorden, 20 februari 1901.[12]
- Riddare av Vasaorden, 1877.[13]

### Utländska utmärkelser
- Riddare av Belgiska Leopoldsorden, senast 1881.[14]
- Riddare av Danska Dannebrogorden, senast 1905.[15]
- Kommendör av första klassen av Finlands Vita Ros’ orden, senast 1921.[16]
- Kommendör av Franska Hederslegionen, senast 1921.[16]
- Officer av Franska Hederslegionen, senast 1908.[17]
- Riddare av Franska Hederslegionen, senast 1905.[15]
- Storofficer av Franska Svarta stjärnorden, senast 1921.[16]
- Kommendör med kraschan av Franska Svarta stjärnorden, senast 1915.[18]
- Kommendör av Grekiska Frälsarens orden, senast 1908.[17]
- Officer av Grekiska Frälsarens orden, senast 1905.[15]
- Riddare av Italienska kronorden, senast 1905.[15]
- Riddare av Norska Sankt Olavs orden, senast 1905.[15]
- Riddare av Portugisiska Torn- och svärdsorden, senast 1905.[15]
- Riddare av andra klassen av Preussiska Röda örns orden, senast 1908.[17]
- Riddare av andra klassen med kraschan av Preussiska Kronorden, senast 1915.[18]
- Riddare av andra klassen av Ryska Sankt Stanislausorden, senast 1908.[17]
- Riddare av tredje klassen av Ryska Sankt Stanislausorden, senast 1905.[15]
- Kommendör med kraschan av Storbritanniska Sankt Mikaels och Sankt Georgsorden, senast 1915.[18]

## Namngivning

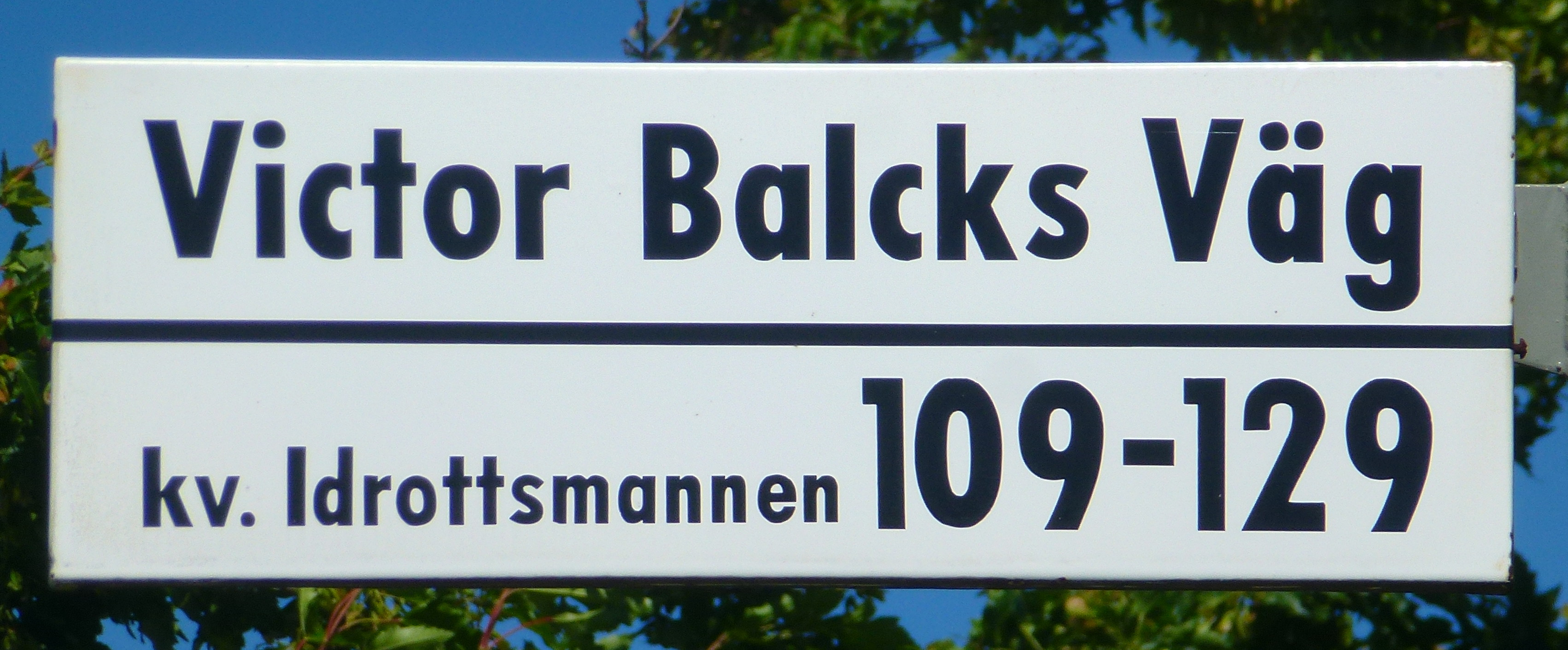
Victor Balcks väg.

Det finns en gata i Tallkrogen i södra Stockholm uppkallad efter Balck, Victor Balcks väg. Gatorna i Tallkrogens "olympiaområde" har namn relaterat till olympiska rörelsen och sporter i de olympiska spelen. Här finns även Lemmings väg och Lingvägen uppkallade efter idrottsprofilerna Eric Lemming respektive Pehr Henrik Ling.